# Microtendipes amamihosoides
Microtendipes amamihosoides är en tvåvingeart som beskrevs av Sasa 1991. Microtendipes amamihosoides ingår i släktet Microtendipes och familjen fjädermyggor. Inga underarter finns listade i Catalogue of Life.